# Maria Augusta von Thurn und Taxis

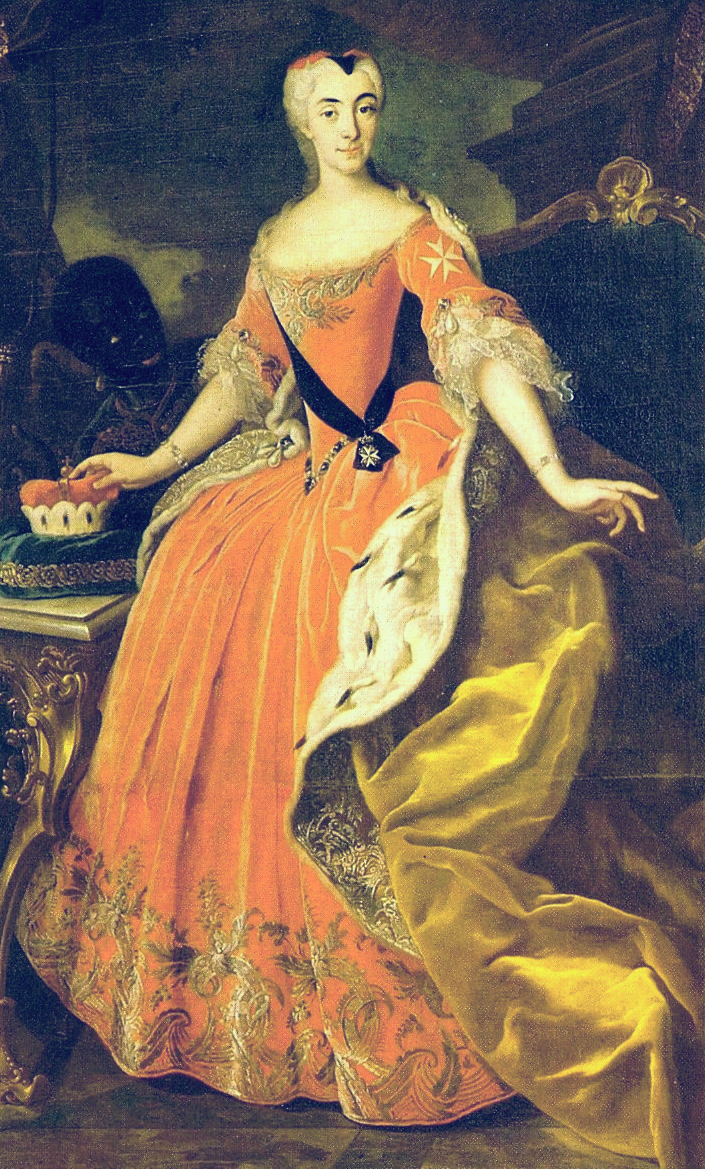
Maria Augusta von Thurn und Taxis als Herzogin von Württemberg

Maria Augusta von Thurn und Taxis, geborene Prinzessin Maria Augusta Anna von Thurn und Taxis (* 11. August 1706 in Frankfurt am Main; † 1. Februar 1756 in Göppingen) war die Ehefrau des Herzogs Carl Alexander von Württemberg.

## Leben
Maria Augusta war die Tochter von Fürst Anselm Franz von Thurn und Taxis und seiner Gemahlin, Fürstin Maria Ludovika Anna geborene Prinzessin von Lobkowitz (1683–1750). Ihre ersten achtzehn Lebensjahre verbrachte Maria Augusta in den anfänglich spanischen, ab 1714 österreichischen Niederlande. Im Jahr 1724 zog sie zusammen mit ihrer Familie nach Frankfurt am Main, wo sich die Verwaltungszentrale der Kaiserlichen Reichspost befand.
Am 1. Mai 1727 heiratete sie den kaiserlichen Generalfeldmarschall und Statthalter des Königreichs Serbien Herzog Carl Alexander von Württemberg.
Sie bekam im Laufe der Jahre fünf Söhne und eine Tochter, wurde aber bereits im Alter von dreißig Jahren Witwe und hatte in der Folgezeit mit der Politik der regionalen Eliten zu kämpfen, die schon gegen ihren Gemahl opponiert hatten. Die Vormundschaft für ihren ältesten Sohn Carl Eugen, den Thronnachfolger des Württembergischen Herzogtums, war umstritten. In den Streitigkeiten vertrat sie zunächst einen strikt kaiserlichen Kurs, vollzog aber 1737 einen radikalen Kurswechsel mit einer Orientierung nach Preußen hin. Auf diese Weise erreichte sie im November 1737 einen Ausgleich mit dem Administrator Herzog Carl Rudolf von Württemberg-Neuenstadt und sicherte sich so ihr finanzielles Auskommen sowie ihren Einfluss auf die Erziehung ihrer Kinder. 1739 machte sie den Marquis d’Argens zu ihrem Kammerherrn und wahrscheinlich auch Geliebten. 1741 gab sie ein nach ihr benanntes württembergisches Dragonerregiment an die preußische Armee ab, das sie bereits seit 1734 führte. 1741 bekam sie den preußischen Schwarzen Adlerorden verliehen, 1745 wurde sie in den brandenburgisch-kulmbachischen Roten Adlerorden aufgenommen, noch im gleichen Jahr auch in den russischen Katharinenorden.
Um den Einfluss des Preußen Friedrich des Großen auf ihre Söhne nicht überhandnehmen zu lassen, betrieb sie die vorzeitige Mündigkeitserklärung ihres Sohnes Carl Eugen. Im Jahr 1750 geriet sie aber in einen heftigen Streit mit ihrem nunmehr regierenden Sohn, so dass dieser sie in Verwahrung nehmen ließ. Ihre letzten Lebensjahre verbrachte sie abgeschirmt im Göppinger Schloss.

## Nachkommen
Die Kinder des Herzogs Carl Alexander von Württemberg und der Herzogin Maria Augusta von Württemberg waren:
- Carl Eugen (1728–1793)
- Eugen Ludwig (*/† 1729)
- Ludwig Eugen (1731–1795)
- Friedrich Eugen (1732–1797)
- Alexander (1733–1734)
- Auguste Elisabeth (1734–1787) ⚭ mit Karl Anselm von Thurn und Taxis